# Tenuis Mensa
La Tenuis Mensa è una struttura geologica della superficie di Marte.